# Steve Cram
Stephen „Steve” Cram (ur. 14 października 1960 w Jarrow) – angielski lekkoatleta, średniodystansowiec, srebrny medalista igrzysk olimpijskich, mistrz świata, dwukrotny mistrz Europy, wielokrotny rekordzista świata na różnych dystansach, uczestnik trzech igrzysk olimpijskich (1980, 1984, 1988).

## Osiągnięcia
- złoto Mistrzostw Europy w Lekkoatletyce (bieg na 1500 m Ateny 1982)
- złoty medal Mistrzostw Świata (bieg na 1500 m Helsinki 1983)
- srebro podczas Igrzysk olimpijskich (bieg na 1500 m Los Angeles 1984)
- 2 medale Mistrzostw Europy (Stuttgart 1986 – złoto w biegu na 1500 metrów oraz brąz na 800 metrów)
- 3 złote medale Igrzysk Wspólnoty Narodów (Brisbane 1982 – bieg na 1500 m, Edynburg 1986 – bieg na 800 m i bieg na 1500 m)
- pierwszy w historii bieg na 1500 metrów poniżej granicy 3 minut 30 sekund (3:29.67, Nicea 16 lipca 1985), w ciągu następnych 19 dni Cram ustanowił również rekordy świata w biegu na milę oraz na 2000 metrów[1][2].

## Rekordy życiowe
- Bieg na 800 m - 1:42.88 (1985) rekord Wielkiej Brytanii
- Bieg na 1000 m - 2:12.88 (1985) 3. wynik w historii światowej lekkoatletyki
- Bieg na 1500 m - 3:29.67 (1985) były rekord świata
- Bieg na milę - 3:46.32 (1985) były rekord świata
- Bieg na 2000 m - 4:51.39 (1985) były rekord świata i Europy